# Natur
Natur (lateinisch natura von nasci „entstehen, entspringen, seinen Anfang nehmen, herrühren“, semantische Entsprechung zu altgriechisch φύσις physis) bezeichnet in der Regel das, was nicht vom Menschen geschaffen wurde.
Die wichtigsten Bedeutungen des Naturbegriffs sind
- das Sein im Ganzen, der Kosmos (Universum),
- ein Teil der Wirklichkeit, der mit einem nichtnatürlichen Bereich – z. B. dem Göttlichen, Geistigen, Kulturellen, Künstlichen oder Technischen – kontrastiert ist,
- eine Eigenschaft der Wirklichkeit bzw. eines Wirklichkeitsbereiches und
- das Wesen eines Gegenstandes.[1]

Man unterscheidet zwischen „belebter Natur“ („biotisch“, z. B. Pflanzen, Tiere) und „unbelebter Natur“ („abiotisch“, z. B. Steine, Flüssigkeiten, Gase). Die Begriffe „belebt“ beziehungsweise „unbelebt“ sind dabei eng mit den Begriffsklärungen von „Lebewesen“ und „Leben“ verbunden, und in den Kontext philosophischer oder weltanschaulicher Anschauungsweise eingebunden.

## Natur als Gegenbegriff zur Kultur
„Natur gehört zu dem, was bleibt und sich nicht selbst vernichtet. Ganz anders steht es um die Kultur. Wahrscheinlich vermögen ihre technischen, namentlich militärischen Potenzen, sich selbst und alles irdische Leben auf einen Schlag zu zerstören.“

Natur bezeichnet als Leitkategorie der westlichen Welt im Allgemeinen das, was nicht vom Menschen geschaffen wurde, im Gegensatz zur (vom Menschen geschaffenen) Kultur; so bezeichnet man beispielsweise mit dem Begriff Kulturlandschaft eine vom Menschen dauerhaft geprägte Landschaft.
Ob der Mensch selbst zur Natur gehört oder nicht, ist bereits nicht mehr gesellschaftlicher Konsens. Im ersten Fall spricht man auch von außermenschlicher Natur, um auszudrücken, dass Menschen ansonsten Teil der Natur sind, wobei sich der Naturbegriff damit dem Begriff Umwelt annähert.
Naturereignisse, Naturerscheinungen sind unter anderem Regen oder Gewitter, das Klima insgesamt. Dass auch diese natürlichen Phänomene längst von der Kultur des Menschen beeinflusst sind, passt nicht zu dieser tradierten Auffassung. Der menschliche Umgang mit der Natur wird immer häufiger zum Gegenstand einer Kritik an der Kultur, an Gesellschaftssystemen oder Regierungen.
In unserem Sprachgebrauch vorhandene Wendungen wie „natürlich“ (selbstverständlich) oder „in der Natur der Sache“ verweisen auf die elementare Bedeutung des Begriffs Natur. Bereits in der Romantik war ein großes Interesse an der Natur – in Verbindung mit einer gesteigerten Hinwendung zu Innerlichkeit und Gefühlen – als Gegenbewegung zur Industrialisierung entstanden.
Heute stellen sich in dieser Hinsicht mehr denn je kritische Fragen: ökologische Probleme wie Rohstoffverknappung und Umweltverschmutzung sind die Folgen der Übernutzung endlicher und erneuerbarer natürlicher Ressourcen. Ereignisse, die der Mensch nicht beherrschen kann, wie Erdbeben oder Vulkanausbrüche, sind im menschlichen Maßstab Naturkatastrophen. Die Forderung nach Eingriffen in das Naturgeschehen zum Schutz vor solchen Naturgefahren steht im Gegensatz zu der genannten Kulturkritik.
Lange Zeit in der westlichen Kulturgeschichte galt Natur auch als „Feind“ des Menschen: Sie war Angst einflößend, voller Gefahren und Bedrohungen. Erst im Laufe der Aufklärungsepoche führte die vorgenannte Gegenbewegung zur Verklärung der Natur in der Gesellschaft; sie wurde nun vor allem als Vorbild für Ästhetik und Harmonie betrachtet. Die Rolle des Menschen verlagerte sich von über zu neben der Natur stehend. Mit dem Aufkeimen der Umweltbewegung im 20. Jahrhundert bekam der Mensch immer mehr die Rolle einer „Störgröße“ zugeschrieben. Dies wird besonders deutlich im Syndromkonzept des Wissenschaftlichen Beirates der Bundesregierung Globale Umweltveränderungen (WBGU), das ein besonders hohes Maß an wissenschaftlicher Definitionsmacht hat: Natur wird hier als Begriff für die Ordnungsmuster „hochkomplexer Gefüge von Wechselwirkungen ökologischer Systeme“ und „Ergebnis konfliktträchtiger Evolutionsprozesse“ betrachtet, das „zurückschlägt, wo ihre Gesetzmäßigkeiten missachtet, ihre Ökosysteme zerstört und ihre Ressourcen geplündert werden“, so dass es für „einfache Versöhnungs- und Harmoniemodelle“ keinen Anlass gäbe.

## Natur als philosophischer Begriff der westlichen Welt
Der umgangssprachliche Gebrauch von natürlich oder unnatürlich und Ausdrücke wie „es liegt in der Natur der Sache“ weisen auf eine erweiterte Bedeutung hin. Möglich sind hier Deutungen wie „von der Natur gegeben“ oder „Bestimmung“.
Augustinus von Hippo unterscheidet zwischen einer materialen und einer formalen Definition der Natur. Für ihn ist Natur Wesen (essentia) und Substanz (substantia). Die Theologie folgt seit jeher der Frage nach dem Verhältnis von Natur und übernatürlicher Gnade.
Eine ausführliche Debatte innerhalb des philosophischen Zweiges der Ästhetik befasst sich mit dem „Naturschönen“ (im Kontrast zum in der Kunst erschaffenen Schönen).

### Antike
In der antiken griechischen Philosophie war Natur gleichzusetzen mit „Wesen“ und „innerem Prinzip“. Bei den meisten antiken Philosophen, vor allem bei Platon, den Stoikern und Neuplatonikern bezog sich der Begriff „Natur“ (altgr. φύσις, physis) auf die Wohlgeordnetheit der Welt als Ganzes (altgr. κόσμος, kosmos = Kosmos). Aristoteles wandte den Begriff dagegen vornehmlich auf die Einzeldinge an. Natur ist bei ihm das, was die Bestimmung und den Zweck des Seienden ausmacht. Sie betrifft sowohl die den Dingen innewohnende Kraft (Dynamis, Energeia) als auch den diesen zugehörigen Ort und die damit verbundene Bewegung. „Leichtes“ steigt nach oben, „Schweres“ sinkt nach unten. Die Antike kannte jedoch auch bereits den Gegensatz von Natur und Satzung (Gesetz, altgr. νόμος, nomos), wobei Satzung dasjenige meint, was vom Menschen gesetzt wurde.

### Mittelalter
In der mittelalterlichen Scholastik wurde zwischen dem ewigen Schöpfergott, der „schaffenden Natur“ (natura naturans) und der endlichen, „erschaffenen Natur“ (natura naturata) unterschieden. Beides sind „strukturierende Prinzipien“.

### Neuzeit
Als sich die neuzeitliche Naturwissenschaft herauszubilden begann, wurde die Natur zumeist als die Gesamtheit zweckfreier, ausgedehnter Körper angesehen, die den Naturgesetzen unterworfen sind. Die antike Auffassung, dass die Natur das Wesen und die Entwicklung des Seienden bestimme, hielt sich lediglich hinsichtlich der „Natur des Menschen“, wurde jedoch in jüngerer Zeit immer wieder kontrovers diskutiert. Der Begriff Natur bezog sich zunehmend auf das, was vom menschlichen Bewusstsein erforscht, erkannt und beherrscht werden kann (und soll).

### Diskurs seit 1990
Der heutige Diskurs um den Schutz der Natur bezieht sowohl die emotional erfassbare und mit ethischen Werten versehene Natur ein als auch das rational abstrahierte „System Natur“. Der Philosoph Ludwig Fischer sagt dazu:

„Wir bleiben darauf verwiesen, Natur als ein objektiv Vorgegebenes und als ein kulturell Konzeptioniertes zugleich denken zu müssen.“

## Probleme der Definition von Natur
Während heute mit Natur eher ein Reservoir eindeutig feststellbarer, beweisbarer Sachverhalte gemeint ist, war sie, Thomas von Aquin folgend im 16. und 17. Jahrhundert die in ihrer Vielfalt verwirrende Welt der Erscheinungen als in ihrer Wirklichkeit dunkle, unberechenbare und undurchschaubare Macht, welche in der Renaissance als Autorität erscheint. (William Harvey entgegnete seinem Kritiker Riolan 1649: „Nichts ist älter und von größerer Autorität als die Natur“.)
Als philosophischer Begriff (vgl. Naturphilosophie) ist das, was natürlich (der Natur entstammend) und was nicht natürlich ist, vom Verhältnis der Menschen zu ihrer Umwelt geprägt. In diesem Zusammenhang steht Umwelt für das Nicht-Ich, das außerhalb des Ego des Menschen ist.
Der Begriff Natur ist nicht wertfrei, so wird auch von Naturkatastrophen, Naturgefahren oder ähnlichem gesprochen. Natur wird zur menschlichen Existenz in Beziehung gesetzt. Dieses Verhältnis ist vor allem durch emotional, ästhetisch und religiös wertende, normative Einstellungen bestimmt (Oldemeyer 1983).

## Natur als Nutzgegenstand
Die Kombination des anthropomorphen Naturverhältnisses der Frühzeit und des alttestamentlichen Menschenbildes, das dem Menschen gleichzeitig einen Beherrschungs- und Bewahrungsauftrag erteilt, führte in Europa seit dem Mittelalter zu einem technomorphen Naturverhältnis.
In der Aufklärung wurde die Natur dann vollständig dem Menschen zu seinen Zwecken nutzbar untergeordnet, und die Wildnis (Primärnatur) als noch zu Kultivierendes davon ausgeschieden. Diese technisch-utilitäre Einstellung wurde seit den naturphilosophischen Betrachtungen von Jean-Jacques Rousseau als Pervertierung des Naturzustandes aufgefasst und Natur sentimental gesehen, ohne jedoch die Trennung zwischen Mensch und „göttlicher Natur“ (Hölderlin) zu überwinden. Es manifestierte sich ein Verständnis, dass die „Natur als Gegenbegriff zur menschlichen Kultur und als einen sich selbst definierenden, untermenschlichen Gegenstand menschlicher Nutzung sah und teilweise noch sieht“, und zwar als „Grundlage und Rechtfertigung für eine hemmungslose Ausbeutung ohne normative Beschränkungen“.
Eine solche Sicht menschlicher Nutzung ist von vielen Seiten kritisch betrachtet worden. Beispielsweise erklärt der Ökonom Ernst Friedrich Schumacher in seinem 1973 erschienenen Buch Small is beautiful, dass die Natur und die in ihr lebenden Geschöpfe – auch für sich genommen – als „Ziele“ anzusehen sind und nicht einfach unter ausschließlich wirtschaftlichen Gesichtspunkten zu betrachten sind. Selbst in einer rein vernunftgeleiteten Betrachtung sieht Schumacher es daher als gerechtfertigt an, festzustellen, „dass sie in einem gewissen Sinne heilig sind. Der Mensch hat sie nicht gemacht, und es ist unvernünftig, solche Dinge, die er nicht gemacht hat, nicht machen und nicht neu erschaffen kann, wenn er sie verdorben hat, in derselben Weise und derselben Einstellung zu behandeln wie Dinge, die er selbst gemacht hat“.

## Natur als ästhetischer und symbolischer Gegenstand
Lebensweltlich wird Natur in vielfältiger Weise als ästhetischer und symbolischer Gegenstand wahrgenommen, z. B.
- wenn Lebewesen bestimmter Art mit symbolischen Bedeutungen verknüpft sind (z. B. rote Rosen, weiße Lilien, der Wolf, der Fuchs, die Schlange),[17][18][19]
- Lebewesen als regionales oder nationales Symbol dienen (wie der Adler in Deutschland, der Weißkopfseeadler in den USA und der Kiwi in Neuseeland),
- ein Gebiet als Landschaft oder Wildnis betrachtet wird[20][21][22][23][24] oder
- ein Naturphänomen Gegenstand der ästhetischen Kontemplation oder Imagination ist.[25][26]

Im Bereich der Dichtung und Poesie wird die Natur auch allegorisch als „Mutter allen Lebens“ bzw. „Allmutter“ umschrieben.

## Integratives Naturverständnis
Der Biologe Hansjörg Küster weist darauf hin, dass Natur zumeist als unveränderliche Einheit verstanden wird, jedoch tatsächlich einem permanenten Wandel unterliegt: „In ihr kommt es ständig zu Temperaturschwankungen, Abtragung und Ablagerung von Gestein, Wachstum und Absterben von Lebewesen, Veränderung von Standorten.“ Daher wird Natur heute im naturwissenschaftlichen Diskurs als dynamische Größe verstanden, die überdies zeitweise in verschieden starkem Maße vom Menschen beeinflusst sein kann und demzufolge in unterschiedliche Grade von Natürlichkeit eingeteilt wird.
Auf Basis der Ökologie, die als biologische Teildisziplin gegen Ende des 19. Jahrhunderts entstand, und später der Kybernetik wurde die Natur als selbstregulierendes System begriffen. Es entstand das „Wir-Welt-Verhältnis“.
Mit der Popularisierung der Ökosystemforschung gewinnen seit den 1980er Jahren mehr Menschen in den Industriestaaten die Einsicht, dass Natur nicht als Ganzes zu begreifen ist, sondern nur als ein offenes System, dessen Teil auch der Mensch mit seiner Kultur ist (integratives Verhältnis). Dies wird z. B. auch in der Definition der Arbeit deutlich, welche die Gesellschaft und die Natur im Systemzusammenhang nennt, wobei die Arbeitsprozesse vermittelnde Elemente und Abläufe sind, welche die Menschen wegen ihrer divergierenden Ziele nur offen gestalten können.
Abgeleitet davon wäre z. B. die Stadt, eine Kulturleistung des Menschen, als zweite Natur anzuerkennen. Die Stadt als Habitat (Lebensraum) des Menschen, die wir uns zunehmend lebensunwerter gestalten, erzeugt damit einen Bedarf nach einem diffusen Ideal von wilder oder unberührter Natur, nach Erholung. Dabei wird schlicht übersehen, dass auch vom Menschen stark überformte Bereiche (schützenswerte) Natur beinhalten. Diese integrative Naturauffassung schlägt sich aber in Fachkreisen, z. B. im Naturschutz, in der Ökologie, Stadtökologie etc., bereits nieder. Ludwig Klages bezeichnet als zweite Natur die rational durchformte bzw. „geistdurchsetzte“ Landschaft.

## Natur in der Wissenschaft
Innerhalb der Wissenschaft wird Natur sehr unterschiedlich konzipiert, meistens wird davon ausgegangen, dass sich die Naturwissenschaft mit der Natur oder zumindest einem Teil von ihr beschäftigt.
- Die Humanwissenschaften in ihrer Beschäftigung mit dem Menschen zählen sich hierbei teils den Naturwissenschaften, teils den Geisteswissenschaften zugehörig.
- Die Ingenieurwissenschaften nähern sich allgemein der Technik, die sich im Gegensatz einer Auseinandersetzung mit Natur sieht.
- Die Naturwissenschaft Ökologie befasst sich mit Natur im Hinblick auf lebende Organismen und deren Umweltbeziehungen.

Der Umgang mit dem Begriff muss aber in der Wissenschaftsphilosophie als sehr kontrovers dargestellt werden. Schematisch können drei vorherrschende Grundtypen von Rollen für den Begriff Natur in den wissenschaftlichen Konzepten im Hinblick auf ihr Verhältnis zum Sein unterschieden werden:
- Natur wird mit dem Sein identifiziert: So lautet die entsprechende ontologische Behauptung: „Alles, was ist, ist die eine Natur“. Diese Positionierung wird in der Philosophie als Naturalismus bezeichnet.
- Natur wird als Teil des Seins, oder der Wirklichkeit, anderen Teilen gegenübergestellt. Andere Teile werden dann oft Kultur oder Geist oder Technik[31] genannt.
- Natur wird in ihrer objektiven Existenz negiert: „Es gibt keine Natur“. Diese häufig im Konstruktivismus zu findende Position subsumiert Natur unter rein kognitive oder soziale Konstruktionen oder Phänomene, von denen sie sich dann qualitativ nicht unterscheidet.